# Pseudosciara striata
Pseudosciara striata är en tvåvingeart som först beskrevs av Rubsaamen 1894.  Pseudosciara striata ingår i släktet Pseudosciara och familjen sorgmyggor. Inga underarter finns listade i Catalogue of Life.